# Салих паша Сиврия
Салих паша Сиврията е помак, видна фигура в Пашмаклийско в края на XIX – началото на XX век.

## Биография
Роден е към 1834 година в пашмаклийското село Смилян, тогава в Османската империя. Произхожда от бедно семейство. Остава сирак рано и на младини овчарства и аргатува на различни места. Успява да стане ага и се превръща в едър земевладелец и една от водещите фигури в района. Откупува юшура в околията. В 1892 година княз Фердинанд I по случай Пловдивското изложение го награждава с орден за гражданска заслуга. Срещу Сиврията са извършени няколко опита за покушение, като след този от 1901 година избухва голяма афера. След аферата Сиврията се затваря и напуска Смилян само със силна охрана. През май 1906 година на връщане от Беломорието в местността Домузалан, южно от село Януздере получава инфаркт и умира. Погребан е в Януздере.